# Макушино (Псковская область)
Макушино — деревня в Опочецком районе Псковской области России. 
Входит в состав Пригородной волости.

## География
Расположена в 12 км к западу от города Опочка.

## Население
| 2001 | 2002 | 2010 | 2013 | 2014 | 2015 | 2016 |
| ---- | ---- | ---- | ---- | ---- | ---- | ---- |
| 301  | ↘277 | ↘256 | ↗282 | ↘268 | ↗271 | ↘238 |

Численность населения по состоянию на начало 2001 года составляла 301 житель.

## История
В деревне родился и умер Герой Советского Союза Тимофей Егоров.
С 1995 до 2005 года деревня была административным центром Петровской волости, с 2006 до 2015 года — административным центром Макушинской волости.